# Taiwanische Badmintonmeisterschaft 1957
Die Taiwanische Badmintonmeisterschaft der Saison 1956/1957 fand in Taipeh statt. Es war die zweite Auflage der nationalen Titelkämpfe von Taiwan im Badminton.

## Titelträger
| Disziplin    | Sieger                          |
| ------------ | ------------------------------- |
| Herreneinzel | Dung Shieng Hop                 |
| Dameneinzel  | Chai Chuen Chi                  |
| Herrendoppel | Liang Ching Yu Tseng Chi Chuen  |
| Damendoppel  | Bonnie Y. C. Liu Pang Cheow Wen |
| Mixed        | Kao Wei Pong Bonnie Y. C. Liu   |